# Ilha de Maracá
Maracá é uma ilha localizada na costa do estado brasileiro do Amapá, integrada ao município homônimo. A ilha é uma grande estação ecológica restrita à pesquisa, em que a caça e a pesca são proibidas. A abundante fauna local é constituída de aves, como guarás vermelhos e garças, além de mamíferos como búfalos selvagens, introduzidos pelo homem há décadas, entre várias outras espécies. A vegetação é de floresta tropical pluvial densa.
A única praia da região é a da Boca do Inferno, de difícil acesso, com estreita faixa de areia escura e barrenta cercada de vegetação densa e dividida pela foz de um igarapé. No Igarapé do Inferno a maré chega a quase nove metros de amplitude (superando a maré do Porto do Itaqui em São Luís, no estado do Maranhão).